# Ein Teufel für Familie Engel
Ein Teufel für Familie Engel ist eine deutsche Fantasykomödie mit Christoph M. Ohrt, Simone Thomalla und Ingo Naujoks in den Hauptrollen.

## Handlung
Der Teufel Lou soll Familie Engel zu Teufeln machen. Eigentlich ist das eine Aufgabe unter seinem Niveau und viel zu langweilig, wie er findet.
Die vier Engels wohnen in friedlicher Idylle miteinander. Der Vater, Rainer Engel, ist Krankenkassenangestellter, doch er kann nicht einen Antrag ablehnen. Die Mutter, Karin Engel, ist Steuer-Fachkraft in Teilzeit. Die beiden Kinder, Stella und Marc Engel, können auch keiner Fliege etwas zu Leide tun.
Lou versucht von da an, das Leben der Familie Engel auf den Kopf zu stellen. Für Lou ist das nicht einfach, weil Rainer Engel nicht so leicht zu Schlechtem zu bewegen ist. Als dann auch noch Carlo, auch ein Teufel, dazukommt, geht es drunter und drüber.
Besonders Stella Engel stellt Lou vor eine Zerreißprobe. Sie begegnet ihm respektlos und er hat keine Chance, an sie heranzukommen oder sie vom Bösen zu überzeugen. Stella dreht den Spieß sogar um und bewegt Lou dazu, ein wenig über sein teuflisches Leben nachzudenken.

## Ausstrahlung
Die deutsche Erstausstrahlung war am 10. Juli 2007 um 20:15 Uhr in Sat.1. Den Film verfolgten 3,07 Millionen Zuschauer bei einem Marktanteil von 10,2 Prozent. Der Marktanteil in der werberelevanten Zielgruppe lag bei 14,9 Prozent.

## Kritiken
Das Lexikon des Internationalen Films urteilt: „Routiniert-anspruchslose Fernseh-Komödie mit einigen hübschen Einfällen, aber auch einer allzu absehbaren Handlung, die ins recht süßliche Happy-End mündet. Vorzüglich: Christoph M. Ohrt in der Rolle des eleganten, nur vordergründig herzlosen Teufels.“